# Wanted: Dead or Alive (1987)
Wanted: Dead or Alive is een Amerikaanse actiefilm uit 1987 onder regie van Gary Sherman.

## Verhaal
Voormalig geheim agent Nick Randall is een van de beste premiejagers in Amerika, bereid om alles te doen wat nodig is om zijn doelwit te vinden. Maar nu krijgt Randall de uitdaging van zijn leven: de alom gevreesde terrorist Malak opsporen. Deze pleegt een aanslag op een bioscoop waarbij veel doden vallen. Wanneer Malak te horen krijgt dat Randall hem op het spoor is, vermoordt hij Randall's vriendin en zijn relatie bij de CIA. Voor Randall nog meer reden om deze levensgevaarlijke terrorist te stoppen, zeker wanneer hij hoort dat Malak van plan is een chemische fabriek op te blazen.

## Rolbezetting
| Acteur           | Personage       |
| ---------------- | --------------- |
| Rutger Hauer     | Nick Randall    |
| Gene Simmons     | Malak Al Rahim  |
| Robert Guillaume | Philmore Walker |
| Mel Harris       | Terry           |
| William Russ     | Danny Quintz    |
| Susan MacDonald  | Louise Quintz   |
| Jerry Hardin     | John Lipton     |
| Hugh Gillin      | Patrick Donoby  |
| Robert Harper    | Dave Henderson  |
| Eli Danker       | Robert Aziz     |
| Joseph Nasser    | Hasson          |
| Suzanne Wouk     | Jamilla         |
| Gerald Papasyan  | Abdul Renza     |
| Nick Faltas      | Amir            |